# Morvillers-Saint-Saturnin
Morvillers-Saint-Saturnin település Franciaországban, Somme megyében. Lakosainak száma 376 fő (2022. január 1.). Morvillers-Saint-Saturnin Escles-Saint-Pierre, Quincampoix-Fleuzy, Aumale, Fourcigny, Gauville, Hornoy-le-Bourg, Lafresguimont-Saint-Martin, Lignières-Châtelain, Marlers és Offignies községekkel határos.

## Népesség
A település népességének változása:
| Lakosok száma | 420  | 411  | 406  | 402  | 398  | 389  | 382  | 376  |
|               | 2013 | 2015 | 2017 | 2018 | 2019 | 2020 | 2021 | 2022 |